# Perdita robustula
Perdita robustula är en biart som beskrevs av Timberlake 1956. Perdita robustula ingår i släktet Perdita och familjen grävbin. Inga underarter finns listade i Catalogue of Life.